# Юган Віланд
Юган Віланд (швед. Johan Wiland, нар. 24 січня 1981, Бурос, Вестра-Йоталанд, Швеція) — шведський футболіст, воротар. Нині виступає за футбольний клуб «Мальме». Є гравцем національної збірної Швеції. Представляв свою країну на Євро-2008 та Євро-2012.

## Досягнення
- Чемпіон Швеції: 2006, 2016, 2017
- Володар Кубка Швеції: 2000-01, 2003
- Володар Суперкубка Швеції: 2007
- Чемпіон Данії: 2008–09, 2009–10, 2010–11, 2012–13
- Володар Кубка Данії: 2008–09, 2011–12, 2014–15

### Індивідуальні
- Шведський воротар року: 2008, 2010
- Воротар року в Данії: 2010, 2011
- Найкращий гравець «Копенгагена»: 2012
- Воротар року Аллсвенскан: 2016[1]